# Constantin I. Toma
Constantin I. Toma (n. 19 noiembrie 1935, Gugești, România – d. 9 septembrie 2020) a fost un botanist-morfolog român, membru titular (din 2012) al Academiei Române.